# 卡爾霍恩鎮區 (愛荷華州哈里森縣)
卡爾霍恩鎮區（英語：Calhoun Township）是位於美國愛荷華州哈里森縣的一個行政鎮區。

## 地方資料
根據2010年美國人口普查的數據，卡爾霍恩鎮區的面積為54.37平方千米，當中陸地面積為54.34平方千米，而水域面積為0.03平方千米。當地共有人口362人，而人口密度為每平方千米6.66人。